# テンペスト (潜水艦)
テンペスト (HMS Tempest) は、イギリス海軍の潜水艦。T級。

## 艦歴
建造はキャメル・レアード社。1940年6月6日起工、1941年6月10日進水、同年12月6日に就役した。
1942年2月10日、マルタからタラント湾の哨戒へ出撃。13日、浮上中の「テンペスト」はイタリア水雷艇「チルチェ」に発見される。「テンペスト」は潜航し、「チルチェ」は爆雷攻撃を実施。バッテリー破損により塩素ガス充満のため浮上を余儀なくされた「テンペスト」に対し「チルチェ」は砲撃を行う。「テンペスト」乗員は艦を放棄し、乗員62名中23名が救助された。放棄された「テンペスト」に乗り込もうとするも荒れた海のためそれができず、「チルチェ」は砲撃を実施。多数の直撃弾があったが「テンペスト」は沈まなかった。そして、曳航を試みようと二人が乗り込み、「チルチェ」が曳航を行おうとしているとき突然「テンペスト」は沈み始め、艦尾から海中に消えた。